# فلورينسيا بينيا
ماريا فلورينسيا بينيا (بالإسبانية: Florencia Peña) (تلفظ بالإسبانية: /maˈɾi.a floˈɾensja ˈpeɲa/ ولدت بتاريخ 7 نوفمبر 1974 في بوينس آيرس، وهي ممثلة وممثلة كوميدية أرجنتينية، بدأت في الظهور على شاشة التلفاز عندما لم تكن تتجاوز من العمر أربع سنوات، وذلك من خلال برنامج تلفزيوني يدعى Festilindo.

## قائمة أعمالها

### التلفزيون
| السنة     | العنوان                    | ملاحظات |
| --------- | -------------------------- | --- |
| 1983      | Festilindo                 | |
| 1988-1989 | Clave de Sol               | |
| 1990-1992 | Nosotros y los otros       | |
| 1991      | Regalo del cielo           | |
| 1992-1994 | Son de diez                | |
| 1995      | Amigovios                  | الحلقة 1 |
| 1996-1998 | Sueltos                    | |
| 1998      | دي حبيبتي                  | |
| 1999      | La nocturna                | |
| 1999-2000 | فيرانو ديل 98              | حلقتين فقط |
| 2000      | Chabonas                   | |
| 2000-2002 | Tiempo final               | 3 حلقات |
| 2001      | lona salvaje               | 8 حلقات |
| 2001-2002 | Poné a Francella           | ترشحت لجائزة مارتن فييرو في فئة أفضل فكاهية ترشحت لجائزة دياريو كأفضل فكاهية |
| 2002      | La Banda de Cantaniño      | |
| 2003      | El show de la tarde        | مضيفة |
| 2003      | Disputas                   | الفائزة بجائزة مارتن فييرو عن أفضل ممثلة رائدة في مسلسل و/أو مسلسل قصير |
| 2004-2005 | La niñera                  | الفائزة بجائزة مارتن فييرو عن أفضل ممثلة رائدة في الكوميديا ترشحت لجائزة دياريو لأفضل ممثلة كوميدية نسخة من المربية مع فران دريشر                                                                      |
| 2005-2006 | Casados con Hijos          | الفائزة بجائزة مارتن فييرو عن أفضل ممثلة رائدة في الكوميديا ترشحت لجائزة دياريو لأفضل ممثلة كوميدية (2005) ترشحت لجائزة دياريو لأفضل ممثلة كوميدية (2006) نسخة من متزوج ولدي أطفال، مع غييرمو فرانكيلا |
| 2007      | Hechizada                  | نسخة من بيويتشد |
| 2008      | Una de dos                 | |
| 2007-2008 | Viaje de locos             | |
| 2009      | lod exitosos Pells         | الحلقة 1 |
| 2009      | Flor de la palabra         | مضيفة |
| 2009-2010 | Botineras                  | |
| 2010      | Porque te quiero así       | في أوروغواي |
| 2011      | الأب يا سيرا كاماس         | |
| 2012      | رقص 2012                   | كمتسابق |
| 2013      | dale! La Tarde             | مضيفة |
| 2014      | La Nave de marley          | ضيفة |
| 2016      | La peluquería de don mateo | |

### المسرح
| السنة     | العرض                                   | ملاحظات                                                        |
| --------- | --------------------------------------- | -------------------------------------------------------------- |
| 1995-1996 | En mi cuarto, Blancanieves              |                                                                |
| 1998      | Mama es una elrella                     |                                                                |
| 1999      | Shakespiriando                          |                                                                |
| 2000      | Desangradas ar glamour                  |                                                                |
| 2001      | Confesiones de mujeres de 30            |                                                                |
| 2002      | الشحوم                                  |                                                                |
| 2002      | رومانسية روميو وجوليات                  |                                                                |
| 2004-2005 | Monólogos de la vagina                  |                                                                |
| 2005      | مجلة ناسيونال                           |                                                                |
| 2006-2008 | حلوة الخيرية                            | الفائزة بجائزة ACE عن فئة أفضل ممثلة في فيلم موسيقي و/أو مسرحي |
| 2009      | frankie y johnny en el claro de la Luna | ترشحت لجائزة ACE في فئة أفضل ممثلة في كوميديا درامية           |
| 2010      | الأمم المتحدة ديوس سالفاج               | الفائزة بجائزة ACE لأفضل ممثلة في كوميديا درامية               |

### الأفلام
| السنة | العنوان                | ملاحظات                         | الدور         |
| ----- | ---------------------- | ------------------------------- | ------------- |
| 1999  | Angel, la diva y yo    | ظهرت في الشاشة الكبيرة لاول مرة | آنا           |
| 2002  | ¿Y dónde está el bebé? |                                 |               |
| 2005  | الدجاج قليلا           | مترجمة                          | آبي بوتاسو    |
| 2006  | شيلي 672               |                                 | فلوبي         |
| 2010  | دورمير آل سول          |                                 | أدريانا ماريا |
| 2010  | جونتوس بارا سيمبر      |                                 |               |

## قائمة جوائزها

### جوائز مارتين فييرو
| العام | الفئة                          | البرنامج            | نتيجة |
| ----- | ------------------------------ | ------------------- | ----- |
| 2002  | أفضل عمل                       | Poné على Francella  | ترشح  |
| 2003  | أفضل ممثلة رائدة في مسلسل قصير | Disputas            | فوز   |
| 2004  | أفضل ممثلة رائدة في الكوميديا  | La niñera           | فوز   |
| 2005  | أفضل ممثلة رائدة في الكوميديا  | Casados con Hijos   | فوز   |
| 2006  | أفضل ممثلة رائدة في الكوميديا  | Casados con hijos 2 | ترشح  |

### جوائز دياريو
| العام | الفئة                         | البرنامج                       | النتيجة |
| ----- | ----------------------------- | ------------------------------ | ------- |
| 2002  | أفضل ممثلة                    | Poné a Francella               | ترشح    |
| 2004  | أفضل ممثلة                    | La niñera                      | ترشح    |
| 2005  | أفضل ممثلة                    | Casados con Hijos              | ترشح    |
| 2006  | أفضل ممثلة رائدة في الكوميديا | Casados con Hijos              | ترشح    |
| 2007  | أفضل ممثلة رائدة في الكوميديا | Casados con hijos 2, Hechizada | ترشح    |

### جوائز ACE
| العام     | الفئة                                | الدورة                               | النتيجة |
| --------- | ------------------------------------ | ------------------------------------ | ------- |
| 2007      | أفضل ممثلة في فيلم موسيقي و/أو مسرحي | حلوة الخيرية                         | فوز     |
| 2008      | أفضل ممثلة كوميديا درامية            | frankie & johnny en el claro de luna | ترشح    |
| 2009-2010 | أفضل ممثلة كوميديا درامية            | Un dios Salvaje                      | فوز     |

## وصلات خارجية
- فلورينسيا بينيا على موقع IMDb (الإنجليزية)
- فلورينسيا بينيا على موقع قاعدة بيانات الفيلم (الإنجليزية)